# Ernst Nolte
Ernst Nolte (født 11. januar 1923 i Witten, død 18. august 2016 i Berlin) var en tysk filosof og historiker, der beskæftigede sig med sammenlignende studier af fascisme og kommunisme og i de senere år også islamisk fascisme.